# HD 93526
HD 93526，又名BD-14 3186，SAO 156235、HR 4218，是一颗恒星，视星等为6.67，位于銀經263.88，銀緯38.05，其B1900.0坐标为赤經10h 42m 42.1s，赤緯-14° 38.05′ 3″。